# Fratellanza Sportiva Sestrese 1935-1936
Questa voce raccoglie le informazioni riguardanti la Fratellanza Sportiva Sestrese nelle competizioni ufficiali della stagione 1935-1936.

## Rosa
| N. |                   | Ruolo | Calciatore        |
| -- | ----------------- | ----- | ----------------- |
|    | Italia (bandiera) |       | Bianchi Giordano  |
|    | Italia (bandiera) | C     | Bonelli Giordano  |
|    | Italia (bandiera) |       | Bruzzone Lazzaro  |
|    | Italia (bandiera) |       | Carlevaro Alfredo |
|    | Italia (bandiera) | A     | Fossati Ricardo   |
|    | Italia (bandiera) |       | Guizzardi Bruno   |
|    | Italia (bandiera) |       | Mura Eugenio      |
|    | Italia (bandiera) |       | Oliva Domenico    |

| N. |                   | Ruolo | Calciatore           |
| -- | ----------------- | ----- | -------------------- |
|    | Italia (bandiera) | C     | Pedrinetto Guglielmo |
|    | Italia (bandiera) |       | Prato Nicola         |
|    | Italia (bandiera) | A     | Raffaele Rivolo      |
|    | Italia (bandiera) |       | Sabattini Dino       |
|    | Italia (bandiera) |       | Schettino Mario      |
|    | Italia (bandiera) |       | Sconfienza Amedeo    |
|    | Italia (bandiera) |       | Secchi Innocente     |
|    | Italia (bandiera) | D     | Testa Luciano        |
|    | Italia (bandiera) |       | Traverso Ercole      |